# Canis arnensis
Espèce
Statut de conservation UICN

NE : Non évalué
Canis arnensis (littéralement « chien de l'Arno ») est une espèce éteinte de canidés. Son anatomie et sa morphologie sont décrits comme proches du chacal doré (Canis aureus). Il est probablement l'ancêtre des chacals modernes. Il vivait en Europe méditerranéenne au début du Pléistocène.

## Nomenclature
Il doit son nom scientifique au fleuve Arno, en Italie, près duquel ont été trouvés des fossiles de cette espèce.